# Едмунд Ландау
Едмунд Георг Герман Ландау (нім. Edmund Georg Hermann Landau; 14 лютого 1877 — 19 лютого 1938) — німецький математик, працював в області теорії чисел і комплексного аналізу.

## Біографія
Едмунд Ландау народився в Берліні. Його батько Леопольд Ландау був гінекологом і його мати була Джоанна Джейкоби. Ландау вивчав математику в Берлінському університеті, отримавши докторський ступінь в 1899 році і його абілітацію (бо пост-докторську кваліфікацію потрібно мати в німецьких університетах) в 1901. Його докторська дисертація була довжиною в 14 сторінок. Він викладав в Берлінському університеті з 1899 по 1909, після чого він завідував кафедрою в університеті Геттінгена. В 1905 році він одружився з Маріанн Ерліх, дочкою біолога Пола Ерліха, володаря Нобелівської премії.
Протягом 1920-х років, Ландау зіграв важливу роль в створенні Інституту математики в утвореному Єврейському університеті в Єрусалимі, де був обраний на професора. З наміром оселитися в Єрусалимі, він сам почав вивчав іврит і прочитав лекцію під назвою «Вирішені та невирішені проблеми в елементарній теорії чисел на івриті» 2 квітня 1925 року, під час інноваційної церемонії в Університеті. Він провів переговори з президентом університету, Юдом Магнесом, вважаючи його посаду в університету і будівлі, яка була для Інституті математики.
Ландау і його сім'я емігрувала до Палестини в 1927 році, і він почав викладати в Єврейському університеті. Сім'я важко пристосувалася до примітивного рівня життя аніж того, що було доступним в Єрусалимі. Крім того, Ландау став пішаком в боротьбі за контроль над університетом між Магнесом і Хаймом Вейцманом та Альбертом Ейнштейном. Магнес припустив, що Ландау був призначений ректором університету, але Ейнштейн і Вейцман підтримали Зеліга Бродецького. Ландау був дуже незадоволеним суперечкою і вирішив повернутися в Геттінген, залишаючись там, поки нацистський режим не змусив його покинути це місто після Machtergreifung в 1933 р Після цього він викладав тільки за межами Німеччини. Він переїхав до Берліна в 1934 році, де помер на початку 1938.
У 1903 році Ландау дав набагато простіший доказ, ніж тоді було відомо, щодо теореми простого числа, а потім запропунував перше систематичне трактування аналітичної теорії чисел в «Довіднику з теорії розподілу простих чисел». Він також зробив важливий внесок в комплексний аналіз.
Г. Х. Харді писав, що ніхто не був ще більш пристрасно відданий математиці, ніж Ландау.